# 2009-es IndyCar Series szezon
A 2009-es IndyCar Series volt a sorozat tizennegyedik szezonja. A szezon április 5-én kezdődött és október 10-én végződött, ezalatt tizenhét versenyt rendeztek. A legismertebb versenyt, a 93. Indy 500-at május 24-én rendezték.
Az összes versenyt az ABC és a Versus tévécsatornák közvetítették.
A hivatalos versenynaptárat 2008. július 30-án hozták nyilvánosságra. Új verseny volt a sorozatban Long Beach és Toronto, ellenben Nashville kikerült a versenynaptárból. Ebben az évben fordult elő először, hogy a szezon nem oválpályás versennyel kezdődött.

## 2009-es IndyCar Series versenynaptár
| Forduló | Dátum          | Versenynév                              | Pálya                          | Helyszín                | Időpont    | TV közvetítő |
| ------- | -------------- | --------------------------------------- | ------------------------------ | ----------------------- | ---------- | ------------ |
| 1       | Április 5.     | Honda Grand Prix of St. Petersburg      | Streets of St. Petersburg      | St. Petersburg, Florida | 2 p.m.     | Versus       |
| 2       | Április 19.    | Toyota Grand Prix of Long Beach         | Streets of Long Beach          | Long Beach (Kalifornia) | 3:30 p.m.  | Versus       |
| 3       | Április 26.    | RoadRunner Turbo Indy 300               | Kansas Speedway                | Kansas City (Kansas)    | 4 p.m.     | Versus       |
| 4       | Május 24.      | 93. indianapolisi 500 mérföldes verseny | Indianapolis Motor Speedway    | Speedway, Indiana       | 1 p.m.     | ABC          |
| 5       | Május 31.      | ABC Supply Company A.J. Foyt 225        | The Milwaukee Mile             | West Allis, Wisconsin   | 3:30 p.m.  | ABC          |
| 6       | Június 6.      | Bombardier Learjet 550                  | Texas Motor Speedway           | Fort Worth, Texas       | 9 p.m.     | Versus       |
| 7       | Június 21.     | Iowa Corn Indy 250                      | Iowa Speedway                  | Newton (Iowa)           | 1 p.m.     | ABC          |
| 8       | Június 27.     | SunTrust Indy Challenge                 | Richmond International Raceway | Richmond (Virginia)     | 8 p.m.     | Versus       |
| 9       | Július 5.      | Camping World Grand Prix at The Glen    | Watkins Glen International     | Watkins Glen            | 1 p.m.     | ABC          |
| 10      | Július 12.     | Honda Indy Toronto                      | Exhibition Place               | Toronto, Ontario        | 1 p.m.     | ABC          |
| 11      | Július 26.     | Rexall Edmonton Indy                    | Edmonton City Centre Airport   | Edmonton, Alberta       | 5 p.m.     | Versus       |
| 12      | Augusztus 1.   | Meijer Indy 300                         | Kentucky Speedway              | Sparta, Kentucky        | 8 p.m.     | Versus       |
| 13      | Augusztus 9.   | Honda 200                               | Mid-Ohio Sports Car Course     | Lexington               | 1 p.m.     | Versus       |
| 14      | Augusztus 23.  | Indy Grand Prix of Sonoma               | Infineon Raceway               | Sonoma, California      | 5 p.m.     | Versus       |
| 15      | Augusztus 29.  | Peak Antifreeze & Motor Oil Indy 300    | Chicagoland Speedway           | Joliet (Illinois)       | 9 p.m.     | Versus       |
| 16      | Szeptember 18. | Indy Japan 300                          | Twin Ring Motegi               | Motegi, Japán           | 10:30 p.m. | Versus       |
| 17      | Október 10.    | Firestone Indy 300                      | Homestead-Miami Speedway       | Homestead               | 4 p.m.     | Versus       |

### Naptári változások
- 2008. december 18-án bejelentették, hogy a Detroit-i versenyt törlik a naptárból mert pénzügyi problémával küzdenek.

## Csapatok és versenyzők
Minden csapat Dallara karosszériát és Honda motort használt.
| Csapat                       | #     | Pilóta            | Szponzor(ok)                                 | Versenyek            | Megjegyzés |
| ---------------------------- | ----- | ----------------- | -------------------------------------------- | -------------------- | --- |
| Target Chip Ganassi Racing   | 9     | Scott Dixon       | Target                                       | Mind                 | A szponzor kérésére nem használták az #1-es számot. |
| Target Chip Ganassi Racing   | 10    | Dario Franchitti  | Target                                       | Mind                 | |
| Team Penske                  | 3     | Hélio Castroneves | Mobil 1/Verizon Wireless                     | 2-17                 | Power helyettesítette Castroneves-t. St.Petersburg-ban. Long Beach-től már versenyzett Castroneves de Power még versenyezhetett a #12-es autóval Long Beach-ben, Indianapolis-ban, Toronto-ban, Edmonton-ban és Kentucky-ban. Sonoma-ban és Homestead-ben is indult volna de Sonoma-ban az egyik szabadedzésen ütközött Philippe-el és megsérült ezért nem versenyezhetett tovább a szezonban. |
| Team Penske                  | 3     | Will Power        | Mobil 1/Verizon Wireless                     | 1                    | Power helyettesítette Castroneves-t. St.Petersburg-ban. Long Beach-től már versenyzett Castroneves de Power még versenyezhetett a #12-es autóval Long Beach-ben, Indianapolis-ban, Toronto-ban, Edmonton-ban és Kentucky-ban. Sonoma-ban és Homestead-ben is indult volna de Sonoma-ban az egyik szabadedzésen ütközött Philippe-el és megsérült ezért nem versenyezhetett tovább a szezonban. |
| Team Penske                  | 12    | Will Power        | Penske Truck Rental/Mobil 1/Verizon Wireless | 2, 5, 10-11, 14      | Power helyettesítette Castroneves-t. St.Petersburg-ban. Long Beach-től már versenyzett Castroneves de Power még versenyezhetett a #12-es autóval Long Beach-ben, Indianapolis-ban, Toronto-ban, Edmonton-ban és Kentucky-ban. Sonoma-ban és Homestead-ben is indult volna de Sonoma-ban az egyik szabadedzésen ütközött Philippe-el és megsérült ezért nem versenyezhetett tovább a szezonban. |
| Team Penske                  | 6     | Ryan Briscoe      | Mobil 1/Verizon Wireless                     | Mind                 | Power helyettesítette Castroneves-t. St.Petersburg-ban. Long Beach-től már versenyzett Castroneves de Power még versenyezhetett a #12-es autóval Long Beach-ben, Indianapolis-ban, Toronto-ban, Edmonton-ban és Kentucky-ban. Sonoma-ban és Homestead-ben is indult volna de Sonoma-ban az egyik szabadedzésen ütközött Philippe-el és megsérült ezért nem versenyezhetett tovább a szezonban. |
| Andretti Green Racing        | 7     | Danica Patrick    | Boost Mobile                                 | Mind                 | Első 3 futamon a Motorola szponzorálta. |
| Andretti Green Racing        | 11    | Tony Kanaan       | 7-Eleven                                     | Mind                 | |
| Andretti Green Racing        | 25    | Franck Montagny   | Automatic Fire Sprinklers                    | 14                   | |
| Andretti Green Racing        | 26    | Marco Andretti    | Venom Energy                                 | Mind                 | |
| Andretti Green Racing        | 27    | Hideki Mutoh      | Panasonic/Formula Dream                      | Mind                 | |
| KV Racing Technology         | 5     | Mario Moraes      | Votorantim Group/Azul Tequila                | 1-12, 14-17          | Családi okok miatt nem indult Mid-Ohio-ban. |
| KV Racing Technology         | 5     | Paul Tracy        | Votorantim Group/Azul Tequila                | 13                   | Mid-Ohio-ban helyettesítette Moraes-t. |
| KV Racing Technology         | 15    | Paul Tracy        | Geico/Ontario Honda Dealers Association      | 4, 9-11              | |
| KV Racing Technology         | 8     | Townsend Bell     | Herbalife                                    | 4                    | |
| Newman/Haas/Lanigan Racing   | 02    | Graham Rahal      | McDonald's                                   | Mind                 | |
| Newman/Haas/Lanigan Racing   | 06    | Robert Doornbos   | Bobby D/McDonald's/ flogs.com                | 1-12                 | McDonald's szponzorált Richmond-tól. Doornbos csak az első 12 versenyre szerződött és el is hagyta a csapatot a szerződése lejártával. Servià helyettesítette Doornbos-t Mid-Ohio és Motegi között. |
| Newman/Haas/Lanigan Racing   | 06    | Oriol Servià      | McDonald's/flogs.com                         | 13-16                | McDonald's szponzorált Richmond-tól. Doornbos csak az első 12 versenyre szerződött és el is hagyta a csapatot a szerződése lejártával. Servià helyettesítette Doornbos-t Mid-Ohio és Motegi között. |
| Newman/Haas/Lanigan Racing   | 40202 | Alex Lloyd        | HER Energy Drink                             | 17                   | A szokásos rajtszám (rendszerint #06) helyett a #40202-es számot használták mert a 40202-es számot tárcsázva 5 dollárt lehetett adományozni egy rákkal kapcsolatos kutatásokkal foglalkozó intézetnek. |
| Panther Racing               | 4     | Dan Wheldon       | United States National Guard                 | Mind                 | |
| Panther Racing               | 16    | Scott Sharp       | Patrón                                       | 4                    | Együttműködésben a Highcroft Racingel. |
| A. J. Foyt Enterprises       | 14    | Vitor Meira       | ABC Supply                                   | 1-4                  | Megsérült az Indy 500-on és nem versenyezhetett tovább a szezonban. |
| A. J. Foyt Enterprises       | 14    | Paul Tracy        | ABC Supply                                   | 5                    | Milwaukee-ban helyettesítette Meira-t. |
| A. J. Foyt Enterprises       | 14    | A. J. Foyt IV     | ABC Supply                                   | 6                    | Texas-ban helyettesítette Meira-t. |
| A. J. Foyt Enterprises       | 14    | Ryan Hunter-Reay  | ABC Supply                                   | 7-17                 | Iowa-tól év végéig helyettesítette Meira-t. |
| A. J. Foyt Enterprises       | 41    | A. J. Foyt IV     | ABC Supply                                   | 4                    | |
| Vision Racing                | 20    | Ed Carpenter      | Menards                                      | Mind                 | |
| Vision Racing                | 21    | Ryan Hunter-Reay  | Izod/William Rast                            | 1-6                  | Texas után az A.J. Foyt Racing-nél versenyzett év végéig. |
| Dreyer & Reinbold Racing     | 24    | Mike Conway       | Henkel/Dad's Root Beer/Roll Coater           | Mind                 | |
| Dreyer & Reinbold Racing     | 23    | Darren Manning    | Charter Communications                       | 1-2                  | |
| Dreyer & Reinbold Racing     | 23    | Milka Duno        | CITGO                                        | 3-4, 6, 9, 12-15, 17 | |
| Dreyer & Reinbold Racing     | 23    | Tomas Scheckter   | Charter Communications/Mona Vie              | 5, 7-8, 10-11, 16    | |
| Dreyer & Reinbold Racing     | 43    | Tomas Scheckter   | Mona Vie                                     | 6, 12, 15, 17        | |
| Dreyer & Reinbold Racing     | 43    | John Andretti     | Window World                                 | 4                    | Együttműködésben a Richard Petty Motorsportsal. |
| Dreyer & Reinbold Racing     | 43    | Roger Yasukawa    | Charter Communications                       | 16                   | |
| Dreyer & Reinbold Racing     | 44    | Davey Hamilton    | Hewlett-Packard                              | 4                    | Együttműködésben a Kingdom Racingel. |
| HVM Racing                   | 00    | Nelson Philippe   | EcoDrivingUSA                                | 4                    | Indy 500-on indult. |
| HVM Racing                   | 13    | E. J. Viso        | PDVSA                                        | Mind                 | |
| HVM Racing                   | 33    | Robert Doornbos   | iTeamSports                                  | 13-17                | Mid-Ohio-tól év végéig versenyzett. |
| Dale Coyne Racing            | 18    | Justin Wilson     | Z-Line Designs                               | 2-17                 | A szponzor kérésére #18-as számú autóval versenyzett Long Beach-től. |
| Dale Coyne Racing            | 19    | Justin Wilson     | Sonny's Real Pit Bar-B-Q                     | 1                    | St. Petersburg-ban indult. |
| Dale Coyne Racing            | 19    | Tomas Scheckter   | Mona Vie                                     | 4                    | Indy 500-on indult. |
| Luczo-Dragon Racing          | 2     | Raphael Matos     | US Marines/US Air Force                      | Mind                 | |
| Team 3G                      | 98    | Stanton Barrett   | Interush                                     | 1-5, 16              | Az Indy 500-ra nem tudta kvalifikálni magát; Milwaukee-ben a szabadedzésen összetörte az autót és az autó sérülése miatt nem indulhatott a futamon. |
| Team 3G                      | 98    | Jaques Lazier     | Interush/Novicomm                            | 6-8, 12, 15, 17      | |
| Team 3G                      | 98    | Richard Antinucci | Interush/Novicomm                            | 9-11, 13-14          | |
| Nem teljes szezonos csapatok |       |                   |                                              |                      | |
| Rahal Letterman Racing       | 17    | Oriol Servià      | DAFCA                                        | 4                    | |
| Conquest Racing              | 34    | Alex Tagliani     | Rexall Edmonton Indy                         | 1-2, 4, 6, 10-11     | |
| Conquest Racing              | 34    | Kosuke Matsuura   | CLICK Securities                             | 16                   | |
| Conquest Racing              | 34    | Nelson Philippe   | EcoDrivingUSA                                | 14                   | |
| Conquest Racing              | 36    | Alex Tagliani     | Rexall Edmonton Indy/All Sport/Big Red       | 4                    | Junqueira kvalifikálta az autót, de Tagliani versenyzett az Indy 500-on. Együttműködésben a Rubicon Race Teamel. |
| Conquest Racing              | 36    | Bruno Junqueira   | All Sport/Big Red                            | 4                    | Junqueira kvalifikálta az autót, de Tagliani versenyzett az Indy 500-on. Együttműködésben a Rubicon Race Teamel. |
| Sarah Fisher Racing          | 67    | Sarah Fisher      | Dollar General                               | 3-4, 6, 12, 15, 17   | |
| Hemelgarn Racing             | 91    | Buddy Lazier      | Great Lakes Leasing                          | 4                    | Nem tudta kvalifikálni magát az Indy 500-ra. |
| Sam Schmidt Motorsports      | 99    | Alex Lloyd        | HER Energy Drink                             | 4                    | Együttműködésben a Chip Ganassi Racingel. |

## Csapatok változtatásai 2009-ben
- A Firestone gumigyártó 2009-től a nem ovál versenyeken két fajta gumi keveréket bocsát a csapatok rendelkezésére, a lágyabbik változatot pirossal míg a keményebbiket sehogy nem jelölik.
- A Pole Pozíciót megszerző pilóta kap egy plusz pontot és aki a leghosszabb ideig vezetett egy versenyen ezentúl 3 helyett csak 2 pluszpontot kap.
- A tesztszabályok is változnak a következők szerint:
  - 800 mérföldet vagy 6 napot tesztelhetnek a csapatok és csak 8 gumiszettet használhatnak fel a tesztek során.
  - A kétautós csapatok 1200 mérföldet tesztelhetnek és 26 gumiszettet használhatnak maximum.
  - A további csapatok +200 mérföldet és +4 gumiszettel tesztelhetnek, ha Indy Lights versenyzővel tesztelnek.
  - A versenyek után egy hétig nem tesztelhetnek a csapatok.
  - A versenyhétvégéken a szabadedzéseken az aktuális bajnokállás első 10 pozícióján kívül álló és újonc pilótáknak nem 30 hanem 45 perces a szabadedzés.
  - A tengelytávolságot 118-120 hüvelyről 122 hüvelyre növelik.
  - A Kentucky futamtól kezdve használhattak "push to pass" rendszert amit 20-szor lehet használni egy verseny alatt és egy körön belül összesen 12 másodpercig lehet használni.

## Csapatok változtatásai
- Chip Ganassi Racing: A 2007-es bajnok Dario Franchitti egy év kihagyás után visszatért az IndyCar szériába a Chip Ganassi Racing csapathoz Dan Wheldon helyére. Az Indy 500-ra idén is nevezték Alex Lloyd-ot a Sam Schmidt Motorsports színében.[3][4]
- Team Penske: Helio Castroneves adócsalási ügyének tárgyalása miatt az első futamot ki kellett hagynia, akkor Power helyettesítette. Castroneves visszatért Long Beach-ben már, de Power még elindulhatott a futamon egy harmadik autóval. Power-t még elindították az Indy 500-on a kanadai futamokon és Kentucky-ban. Sonoma-ban és Homestead-ben is indult volna de Sonoma-ban az egyik szabadedzésen ütközött Philippe-el és megsérült ezért nem versenyezhetett tovább a szezonban.
- Andretti Green Racing: A csapat változatlan pilótafelállással versenyzett idén is csak a Sonoma-i futamon indították Franck Montagny-t is egy ötödik autóban.[5]
- HVM Racing: E. J. Viso-t megtartották 2009-re.[6] A csapat az Indy 500-on elindította a második autóban Nelson Philippe-et is.[7] A Mid-Ohio-i futamtól év végéig ismét volt egy csapattársa, Robert Doornbos.
- Panther Racing: Dan Wheldon váltotta a csapatnál Vitor Meira-t. Scott Sharp vezette a második autót az Indy 500-on amit a Highcroft Racing készítette fel.[8]
- A. J. Foyt Enterprises: Vitor Meira váltotta a csapatnál Darren Manninget.[9] Az Indy 500-on a második autóban elindították A.J. Foyt IV-t is. Meira az Indy 500-on elszenvedett baleset következtében kihagyni kényszerült a szezon további részét.[10] Milwaukee-ben Tracy, majd Texas-ban Foyt IV helyettesítette.[11] Iowa-tól év végéig Hunter-Reay vezette az autót.[12]
- KV Racing Technology: Oriol Servià és Will Power is távozott a csapattól.[13] Először Mario Moraest szerződtették a csapathoz, Servià helyére pedig Paul Tracy és a GP2-ben versenyző Lucas di Grassi neve is felmerült.[14][15][16]
- Vision Racing: Ryan Hunter-Reay érkezett Foyt IV helyére.[17] Hunter-Reay csak a Texas-i futamig versenyzett aztán átszerződött Foyt csapatába.
- Newman/Haas/Lanigan Racing: Graham Rahallal és Robert Doornbosszal vágtak neki a szezonnak.[18][19] A Kentucky futam után Doornbos elhagyta a csapatot és a helyére Oriol Servià érkezett. Az utolsó futamon viszont Alex Lloyd versenyzett Rahal mellett.
- Conquest Racing: Alex Tagliani-val kezdték a szezont de csak az első 2 futamon, az Indy 500-on, Texas-ban és a Kanadai futamokon tudtak indulni aztán Tagliani elment a csapattól. Nelson Philippe-et szerződtették a Sonoma-i és a Hoemstead-i futamra de Philippe sérülése miatt nem tudott versenyezni de Kosuke Matsuura-val még versenyeztek japánban. Az Indy 500-ra Junqueira kvalifikálta a #36-os autót amivel aztán Tagliani versenyzett a futamon.[20][21][22]
- Sarah Fisher: Sarah Fisher az előző évi 3 helyett idén már 6 versenyen indult.
- Curb/Agajanian/Team 3G: Stanton Barrett kezdte a szezont de csak az első 3 futamon indult meg később Motegi-ben. Az Indy 500-ra nem tudta kvalifikálni magát és az autó sérülése miatt nem indult Milwaukee-ben. Jaques Lazier versenyzett Texas-tól kezdve év végéig az Amerikai ovál versenyeken. Richard Antinucci Watkins Glen-től a nemovál versenyeken indult.[23][24]
- Luczo-Dragon Racing: Raphael Matos-al futotta a csapat az első teljes szezonját.[25]
- Dale Coyne Racing: Justin Wilsont szerződtette a csapat teljes szezonra. Tomas Scheckter második autóval elindult az Indy 500-on.[12]
- Dreyer & Reinbold Racing: Mike Conway szerződtetták le a csapathoz. Mellette versenyzett Darren Manning az első 2 futamon; Milka Duno Kansas és Texas között meg Watkins Glen-ben, Kentucky-ban, Mid-Ohio-ban, Sonoma-ban, Chicago-ban és Homestead-ben indult; Tomas Scheckter Milwaukee-ben, Iowa-ban, Richmond-ban és a Kanadai futamokon meg Motegi-ben indult de egy harmadik autóban versenyzett Texas-ban, Kentucky-ban, Chicago-ban és Homestead-ben. Az Indy 500-ra négy autóval neveztek, Duno és Conway mellett elindult Davey Hamilton és John Andretti, Hamilton autóját a Kingdom Racing míg John Andretti autóját a Richard Petty Motorsports készítette fel.
- Rahal Letterman Racing: Szponzorhiány miatt csak az Indy 500-on indultak Oriol Serviàval.[12][26][27]
- Hemelgarn Racing: Neveztek az Indy 500-ra Buddy Lazier-rel de nem tudták kvalifikálni magukat a futamra.
- Forsythe Racing: Bár a csapat eredetileg szerepelt a nevezési listán, emellett el kívánt indulni az American Le Mans Seriesben és az Indy Lightsban is, végül egyik sorozatban sem vettek részt.[28][29]
- De Ferran Motorsports: A Gil de Ferran által menedzselt American Le Mans Series-csapat terveiben ugyancsak szerepelt az indulás az IndyCarban. Mivel a feltételek nem lettek meg időre, ezért a csapat végül nem indulhatott, 2010-re azonban várhatóan már el fog indulni.[30]

## Tesztek
Szezonelőtti nyílttesztek
- Február 24-én és 25-én Homestead-ben (esti)
- Március 22-én és 23-án a Barber Motorsports Park-ban.

## Versenyeredmények
| Forduló | Verseny        | Pole pozíció      | Leggyorsabb kör   | Legtöbb kör az élen | Győztes pilóta    | Győztes csapat             | Összefoglaló |
| ------- | -------------- | ----------------- | ----------------- | ------------------- | ----------------- | -------------------------- | ------------ |
| 1.      | St. Petersburg | Graham Rahal      | Justin Wilson     | Justin Wilson       | Ryan Briscoe      | Team Penske                | Összefoglaló |
| 2.      | Long Beach     | Will Power        | Ryan Briscoe      | Dario Franchitti    | Dario Franchitti  | Target Chip Ganassi Racing | Összefoglaló |
| 3.      | Kansas         | Graham Rahal      | Ryan Briscoe      | Scott Dixon         | Scott Dixon       | Target Chip Ganassi Racing | Összefoglaló |
| 4.      | Indianapolis   | Hélio Castroneves | Dario Franchitti  | Scott Dixon         | Hélio Castroneves | Team Penske                | Összefoglaló |
| 5.      | Milwaukee      | Ryan Briscoe      | Scott Dixon       | Ryan Briscoe        | Scott Dixon       | Target Chip Ganassi Racing | Összefoglaló |
| 6.      | Texas          | Dario Franchitti  | Ryan Briscoe      | Ryan Briscoe        | Hélio Castroneves | Team Penske                | Összefoglaló |
| 7.      | Iowa           | Hélio Castroneves | Hideki Mutoh      | Ryan Briscoe        | Dario Franchitti  | Target Chip Ganassi Racing | Összefoglaló |
| 8.      | Richmond       | Dario Franchitti  | Scott Dixon       | Scott Dixon         | Scott Dixon       | Target Chip Ganassi Racing | Összefoglaló |
| 9.      | Watkins Glen   | Ryan Briscoe      | Ryan Briscoe      | Justin Wilson       | Justin Wilson     | Dale Coyne Racing          | Összefoglaló |
| 10.     | Toronto        | Dario Franchitti  | Ryan Briscoe      | Dario Franchitti    | Dario Franchitti  | Target Chip Ganassi Racing | Összefoglaló |
| 11.     | Edmonton       | Will Power        | Mike Conway       | Will Power          | Will Power        | Team Penske                | Összefoglaló |
| 12.     | Kentucky       | Scott Dixon       | Ed Carpenter      | Scott Dixon         | Ryan Briscoe      | Team Penske                | Összefoglaló |
| 13.     | Mid-Ohio       | Ryan Briscoe      | Scott Dixon       | Scott Dixon         | Scott Dixon       | Target Chip Ganassi Racing | Összefoglaló |
| 14.     | Sonoma         | Dario Franchitti  | Hélio Castroneves | Dario Franchitti    | Dario Franchitti  | Target Chip Ganassi Racing | Összefoglaló |
| 15.     | Chicagoland    | Ryan Briscoe      | Tomas Scheckter   | Ryan Briscoe        | Ryan Briscoe      | Team Penske                | Összefoglaló |
| 16.     | Motegi         | Scott Dixon       | Scott Dixon       | Scott Dixon         | Scott Dixon       | Target Chip Ganassi Racing | Összefoglaló |
| 17.     | Homestead      | Dario Franchitti  | Scott Dixon       | Ryan Briscoe        | Dario Franchitti  | Target Chip Ganassi Racing | Összefoglaló |

## Végeredmény
| Poz. | Versenyző         | STP | LBH | KAN | INDY | MIL | TXS | IOW | RIR | WGL | TOR | EDM | KTY | MDO | SNM | CHI | MOT | HMS | Pts |
| ---- | ----------------- | --- | --- | --- | ---- | --- | --- | --- | --- | --- | --- | --- | --- | --- | --- | --- | --- | --- | --- |
| 1    | Dario Franchitti  | 4   | 1*  | 18  | 7    | 3   | 5   | 1   | 2   | 15  | 1*  | 5   | 6   | 3   | 1*  | 4   | 2   | 1   | 616 |
| 2    | Scott Dixon       | 16  | 15  | 1*  | 6*   | 1   | 3   | 5   | 1*  | 3   | 4   | 3   | 7*1 | 1*  | 13  | 2   | 1*  | 3   | 605 |
| 3    | Ryan Briscoe      | 1   | 13  | 4   | 15   | 2*  | 2*  | 2*  | 19  | 2   | 2   | 4   | 1   | 2   | 2   | 1*  | 18  | 2*  | 604 |
| 4    | Hélio Castroneves |     | 7   | 2   | 1    | 11  | 1   | 71  | 17  | 4   | 18  | 2   | 4   | 12  | 18  | 20  | 10  | 5   | 433 |
| 5    | Danica Patrick    | 19  | 4   | 5   | 3    | 5   | 6   | 9   | 5   | 11  | 6   | 11  | 8   | 19  | 16  | 12  | 6   | 19  | 393 |
| 6    | Tony Kanaan       | 5   | 3   | 3   | 27   | 19  | 8   | 14  | 6   | 8   | 17  | 21  | 3   | 10  | 8   | 13  | 11  | 4   | 386 |
| 7    | Graham Rahal      | 7   | 12  | 7   | 31   | 4   | 22  | 11  | 3   | 13  | 20  | 7   | 5   | 8   | 21  | 5   | 3   | 11  | 385 |
| 8    | Marco Andretti    | 13  | 6   | 6   | 30   | 7   | 4   | 12  | 7   | 5   | 8   | 10  | 10  | 6   | 14  | 11  | 7   | 22  | 380 |
| 9    | Justin Wilson     | 3*  | 22  | 14  | 23   | 15  | 15  | 18  | 14  | 1*  | 5   | 8   | 21  | 13  | 7   | 10  | 12  | 10  | 354 |
| 10   | Dan Wheldon       | 14  | 5   | 10  | 2    | 10  | 7   | 4   | 10  | 10  | 14  | 15  | 11  | 16  | 12  | 22  | 8   | 21  | 354 |
| 11   | Hideki Mutoh      | 15  | 20  | 8   | 10   | 8   | 21  | 3   | 4   | 18  | 12  | 14  | 13  | 5   | 5   | 23  | 14  | 6   | 353 |
| 12   | Ed Carpenter      | 18  | 18  | 9   | 8    | 16  | 9   | 10  | 13  | 16  | 15  | 16  | 2   | 17  | 11  | 6   | 13  | 12  | 321 |
| 13   | Raphael Matos     | 20  | 8   | 20  | 22   | 6   | 12  | 16  | 8   | 12  | 10  | 18  | 16  | 9   | 9   | 9   | 9   | 14  | 312 |
| 14   | Mario Moraes      | 21  | 19  | 11  | 33   | 9   | 10  | 17  | 16  | 14  | 11  | 23  | 18  |     | 4   | 3   | 5   | 7   | 304 |
| 15   | Ryan Hunter-Reay  | 2   | 11  | 15  | 32   | 12  | 16  | 19  | 15  | 21  | 7   | 17  | 14  | 4   | 19  | 15  | 21  | 13  | 298 |
| 16   | Robert Doornbos   | 11  | 9   | 12  | 28   | 14  | 11  | 15  | 9   | 9   | 23  | 9   | 19  | 14  | 10  | 18  | 16  | 20  | 283 |
| 17   | Mike Conway       | 22  | 21  | 19  | 18   | 20  | 19  | 8   | 18  | 6   | 22  | 20  | 17  | 20  | 3   | 16  | 22  | 15  | 261 |
| 18   | E. J. Viso        | 17  | 23  | 21  | 24   | 18  | 24  | 20  | 12  | 7   | 13  | 12  | 15  | 15  | 22  | 17  | 15  | 16  | 248 |
| 19   | Will Power        | 6   | 2   |     | 5    |     |     |     |     |     | 3   | 1*  | 9   |     | DNS |     |     |     | 215 |
| 20   | Tomas Scheckter   |     |     |     | 12   | 13  | 13  | 6   | 11  |     | 16  | 19  | 22  |     |     | 8   | 23  | 9   | 195 |
| 21   | Oriol Servià      |     |     |     | 26   |     |     |     |     |     |     |     |     | 11  | 6   | 7   | 4   |     | 115 |
| 22   | Alex Tagliani     | 10  | 10  |     | 11   |     | 14  |     |     |     | 9   | 13  |     |     |     |     |     |     | 114 |
| 23   | Paul Tracy        |     |     |     | 9    | 17  |     |     |     | 20  | 19  | 6   |     | 7   |     |     |     |     | 113 |
| 24   | Milka Duno        |     |     | 16  | 20   |     | 23  |     |     | 17  |     |     | 20  | 21  | 17  | 21  |     | 17  | 113 |
| 25   | Sarah Fisher      |     |     | 13  | 17   |     | 17  |     |     |     |     |     | 12  |     |     | 14  |     | 18  | 89  |
| 26   | Jaques Lazier     |     |     |     |      |     | 18  | 13  | 20  |     |     |     | 23  |     |     | 19  |     | 23  | 77  |
| 27   | Richard Antinucci |     |     |     |      |     |     |     |     | 19  | 21  | 22  |     | 18  | 15  |     |     |     | 63  |
| 28   | Vitor Meira       | 9   | 14  | 22  | 21   |     |     |     |     |     |     |     |     |     |     |     |     |     | 62  |
| 29   | Stanton Barrett   | 12  | 17  | 17  | DNQ  | DNS |     |     |     |     |     |     |     |     |     |     | 19  |     | 62  |
| 30   | Alex Lloyd        |     |     |     | 13   |     |     |     |     |     |     |     |     |     |     |     |     | 8   | 41  |
| 31   | Darren Manning    | 8   | 16  |     |      |     |     |     |     |     |     |     |     |     |     |     |     |     | 38  |
| 32   | Townsend Bell     |     |     |     | 4    |     |     |     |     |     |     |     |     |     |     |     |     |     | 32  |
| 33   | A. J. Foyt IV     |     |     |     | 16   |     | 20  |     |     |     |     |     |     |     |     |     |     |     | 26  |
| 34   | Scott Sharp       |     |     |     | 14   |     |     |     |     |     |     |     |     |     |     |     |     |     | 16  |
| 35   | Nelson Philippe   |     |     |     | 25   |     |     |     |     |     |     |     |     |     | DNS |     |     |     | 16  |
| 36   | Kosuke Matsuura   |     |     |     |      |     |     |     |     |     |     |     |     |     |     |     | 17  |     | 13  |
| 37   | John Andretti     |     |     |     | 19   |     |     |     |     |     |     |     |     |     |     |     |     |     | 12  |
| 38   | Roger Yasukawa    |     |     |     |      |     |     |     |     |     |     |     |     |     |     |     | 20  |     | 12  |
| 39   | Franck Montagny   |     |     |     |      |     |     |     |     |     |     |     |     |     | 20  |     |     |     | 12  |
| 40   | Davey Hamilton    |     |     |     | 29   |     |     |     |     |     |     |     |     |     |     |     |     |     | 10  |
|      | Bruno Junqueira   |     |     |     | DNS  |     |     |     |     |     |     |     |     |     |     |     |     |     | 0   |
|      | Buddy Lazier      |     |     |     | DNQ  |     |     |     |     |     |     |     |     |     |     |     |     |     | 0   |
| Poz. | Versenyző         | STP | LBH | KAN | INDY | MIL | TXS | IOW | RIR | WGL | TOR | EDM | KTY | MDO | SNM | CHI | MOT | HMS | Pts |

| Color      | Result                       |
| ---------- | ---------------------------- |
| Arany      | Győztes                      |
| Ezüst      | Második                      |
| Bronz      | Harmadik                     |
| Zöld       | Negyedik ötödik              |
| Világoskék | 6-10. hely                   |
| Sötétkék   | Célbaért (10.-nél rosszabb)  |
| Lila       | Nem ért célba                |
| Piros      | Nem kvalifikálta magát (DNQ) |
| Barna      | Visszalépett (Wth)           |
| Fekete     | Kizárva (DSQ)                |
| Fehér      | Nem indult (DNS)             |
| Blank      | Nem gyakorolt (DNP)          |
| Blank      | Nem indult                   |

| In-line notation |                              |
| Kiemelt          | Pole pozíció (1 pont)        |
| Dőlt             | Leggyorsabb kör              |
| *                | Legtöbb kör az élen (2 pont) |
| 1                | Időmérő törölve              |
| Az év újonca     |                              |
| Újonc            |                              |

| Color      | Result                       |
| ---------- | ---------------------------- |
| Arany      | Győztes                      |
| Ezüst      | Második                      |
| Bronz      | Harmadik                     |
| Zöld       | Negyedik ötödik              |
| Világoskék | 6-10. hely                   |
| Sötétkék   | Célbaért (10.-nél rosszabb)  |
| Lila       | Nem ért célba                |
| Piros      | Nem kvalifikálta magát (DNQ) |
| Barna      | Visszalépett (Wth)           |
| Fekete     | Kizárva (DSQ)                |
| Fehér      | Nem indult (DNS)             |
| Blank      | Nem gyakorolt (DNP)          |
| Blank      | Nem indult                   |

| In-line notation |                              |
| Kiemelt          | Pole pozíció (1 pont)        |
| Dőlt             | Leggyorsabb kör              |
| *                | Legtöbb kör az élen (2 pont) |
| 1                | Időmérő törölve              |
| Az év újonca     |                              |
| Újonc            |                              |

| Pozíció | 1  | 2  | 3  | 4  | 5  | 6  | 7  | 8  | 9  | 10 | 11 | 12 | 13 | 14 | 15 | 16 | 17 | 18 | 19 | 20 | 21 | 22 | 23 | 24 | 25 | 26 | 27 | 28 | 29 | 30 | 31 | 32 | 33 | Wth/DNS |
| ------- | -- | -- | -- | -- | -- | -- | -- | -- | -- | -- | -- | -- | -- | -- | -- | -- | -- | -- | -- | -- | -- | -- | -- | -- | -- | -- | -- | -- | -- | -- | -- | -- | -- | ------- |
| Pont    | 50 | 40 | 35 | 32 | 30 | 28 | 26 | 24 | 22 | 20 | 19 | 18 | 17 | 16 | 15 | 14 | 13 | 12 | 12 | 12 | 12 | 12 | 12 | 12 | 10 | 10 | 10 | 10 | 10 | 10 | 10 | 10 | 10 | 5       |